# Veresegyház
Veresegyház è una città di 15.079 abitanti situata nella contea di Pest, nell'Ungheria settentrionale.

## Amministrazione

### Gemellaggi
- Schneeberg, Germania
- Červený Kostelec, Repubblica Ceca
- Atia, Romania
- Šarovce, Slovacchia
- Giv'at Shmuel, Israele
- Pastovce, Slovacchia
- Rossano Veneto, Italia
- Afragola, Italia
- Norddal, Norvegia